# Міжнародний конкурс скрипалів імені Яші Хейфеца
Міжнародний конкурс скрипалів імені Яші Хейфеца (лит. Tarptautinis Jaschos Heifetzo smuikininkų konkursas) — конкурс скрипалів, заснований в пам'ять видатного скрипаля XX століття Яші Хейфеца і проходить на його батьківщині, в Вільнюсі, кожні чотири роки. Перший конкурс відбувся в 2001 році в ознаменування 100-річчя Хейфеца. Конкурс проводиться під патронатом Президента Литви; в 2009 році президент Литви Валдас Адамкус заявив у своєму привітанні Третьому Конкурсу імені Хейфеца, що «це змагання - чудова можливість відродити багату спадщину згоди між народами Литви ».
Беззмінним головою журі конкурсу є Гідон Кремер. У різні роки до складу журі входили також Тетяна Грінденко, Володимир Овчарек, Халіда Ахтямова та інші відомі фахівці.

## Лауреати
| 2001 | Ярослав Надржицький (Польща) |
| 2005 | Ліза Якобс (Нідерланди)      |
| 2009 | Сергій Малов (Росія)         |
| 2013 | Майя Канагава (США)          |
| 2017 | Юріна Араї (Японія)          |
| 2020 | Хав'єр Комесанья (Іспанія)   |